# Усадьба фон Беренса
Усадьба Э. А. фон Беренса — памятник архитектуры в Москве.

## История
Дом в Гусятниковом переулке построен в 1861 году техником архитектуры Михаилом Александровичем Фидлером, в неогреческом стиле. Деревянный дом с мезонином, каменным подвалом, с каменной пристройкой с террасой с выходом в сад располагался в глубине двора. Усадьба была уникальна тем, что вместо традиционной композиции из главного дома и флигелей, состояла из двух разнесенных симметричных строений.
Эдуард (Дмитрий) Андреевич Беренс (Эдуард Христиан фон Беренс; 1843—1916), потомственный дворянин, приобретает дом в Гусятниковом переулке 7 в 1890-е гг. и владеет им до 1914 года, по дарственной до 1917 года — его дочь Мария Эдуардовна Шлиппе (1876—1945).
В 1905 году, после того как Э. Беренс сдал дом внаём под училище, усадьбу перестроили по проекту Н. Н. Благовещенского.
После революции дом национализирован и отдан под коммунальные квартиры, от этого периода остались новые перегородки и дополнительные дверные проемы.
В 1920-е годы в одной из коммунальных квартир проживал Григорий Рошаль — будущий кинорежиссёр, ученик В. Э. Мейерхольда, народный артист СССР, дважды лауреат Государственной премии за фильмы «Академик Иван Павлов» и «Мусоргский». Левый корпус снесен в 1960-е годы для расширения посольства Швейцарии. Сохранился правый корпус — деревянный жилой дом.
В 1970-е-80-е годы дом занимало строительно-монтажное управление.

## Современное состояние
Несмотря на годы последующего запустения, дерево стен и перекрытий находится в удовлетворительном состоянии, сохранились печи и частично паркет. В сентябре 2014 года дом был выставлен на торги по программе «Рубль за метр», но выбранный арендатор отказался от своих обязательств.
В сентябре 2015 года состоялся повторный аукцион и у здания появился новый арендатор. В 2016 году в доме начата реставрация. В начале 2017 года ремонтно-реставрационные работы завершены.